# 諫早直孝
諫早 直孝（いさはや なおのり）は、安土桃山時代から江戸時代前期にかけての武士。諫早鍋島家（諫早氏）2代当主。

## 略歴
天正2年（1574年）、龍造寺家晴の子として誕生。兄・清直が父・家晴と仲違いしたため、直孝が家督を相続する。
地名を伊佐早より諫早に改め、龍造寺姓より諫早姓に改姓した。佐賀藩の親類同格（龍造寺四家）として、藩の中核として藩政をみた。
寛永12年（1635年）に死去。子・茂敬が後を継いだ。墓所は諫早氏代々の墓がある諫早市天祐寺。

## 系譜
- 父：龍造寺家晴（1555-1613）
- 母：不詳
- 正室：松壽院 - 龍造寺政家の娘
- 継室：彦菊 - 長寿院、鍋島直茂の三女
  - 男子：諫早茂敬（1609-1652）
- 生母不明の子女
  - 女子：鍋島茂和正室
  - 女子：彦宮 - 鍋島勝茂養女、鍋島常貞室